# Raoul Giger
Raoul Luca Giger (ur. 29 października 1997 w Aarau) – szwajcarski piłkarz, od 2025 występujący na pozycji obrońcy w pierwszoligowym klubie Wisła Kraków.